# Royaume Kasanze
Le royaume Kasanze, parfois Kasanye, (env. 1500-1648) est un État africain situé dans ce qui est de nos jours l'Angola. Contrôlant aux XVIe et XVIIe siècles les routes commerciales vers l'hinterland de la côte angolaise, il est plusieurs fois attaqué et finalement vaincu, avant de renaître puis d'être à nouveau défait.

## Origine et situation
Le Kasanze est fondé par le peuple Lunda d'Afrique centrale, vivant sur la frontière du royaume du Kongo. À l'origine vassal du Kongo, il entre dans l'histoire écrite durant le règne de Jacques Ier du Kongo en 1548. À cette époque, son dirigeant est nommé ManiKasanze.
Son territoire est situé à l'est de Luanda, dans l'hinterland de la côte angolaise, sur des hauts-plateaux. Il est dans une position qui lui permet de contrôler les routes commerciales vers l'intérieur des terres d'où proviennent les esclaves qui font l'objet d'un commerce avec les négriers de São Tomé. Le royaume sert d'intermédiaire entre ces derniers et les Mbundu de l'intérieur.

## Conflit avec le Portugal
En 1576, Paulo Dias de Novais lance une attaque contre le Kasanze dans l'espoir d'ouvrir les routes du commerce vers l'intérieur. L'invasion, menée par le lieutenant João Castanho Veles, est initialement un succès. Après l'affrontement, les assaillants sont moins aux aguets durant leur trajet de retour vers Luanda et le Kasanze lance une attaque surprise qui cause des pertes considérables parmi eux. Malgré des efforts ultérieurs pour ouvrir les routes du commerce, le Kasanze reste hostile aux avances qui lui sont faites et s'oppose fermement à la pénétration des Portugais vers l'est et l'hinterland.

## Autonomie
Le Kasanze devient totalement autonome du Kongo vers 1600. Il continue à servir d'État tampon entre l'intérieur du continent et les Portugais installés à Luanda et à pratiquer le commerce des vêtements en raphia et de l'ivoire, se fournissant à l'intérieur du continent, car ce sont des marchandises prisées par les Mbundu qui habitent au sud du royaume.

## Guerre de 1622
Après plusieurs années passées à essayer de déloger le ManiKasanje de son bastion sur la rivière Bengo, les Portugais lancent un nouvel assaut, sous le commandement de João Correia de Sousa. Ils encerclent le territoire, composé de terres broussailleuses difficilement prénétrables et ils s'avancent en coupant la végétation au fur et à mesure et parviennent enfin à capturer le roi qui est exécuté sur l'ordre de Correia de Sousa. Un grand nombre des nobles de l'État sont envoyés en esclavage au Brésil.

## Renouveau du Kasanze
Lorsque la Couronne portugaise apprend les excès commis par de Sousa, elle décide de restreindre l'autonomie des gouverneurs de Luanda. En 1641, un descendant du roi assassiné, le panji a ndona, rassemble ce qu'il reste des sujets du Kasanze afin de ré-instaurer l'État. Malgré son alliance avec les Néerlandais, le panji a ndona fait encore moins confiance aux Européens que son ancêtre et attaque tout Blanc qui s'approche des fortifications protégeant le royaume.

## Destruction
Le Kasanze devient un obstacle tant pour les Portugais que pour les Néerlandais. Après la capitulation portugaise consécutive à la prise de Luanda par les Pays-Bas, en 1641, les Portugais sont chargés de s'occuper du Kasanze. Il n'y parviennent pas, jusqu'à ce qu'ils reprennent Luanda en 1648. Salvador Correia de Sá e Benevides, le nouveau gouverneur, fait de la destruction du Kasanze sa première priorité. Il envoie une troupe commandée par Diogo Gomes de Sampaio, qui compte dans ses rangs le chef bangala Kabuka ka Ndonga, afin d'affronter les forces du panji a ndona. Les Portugais sont victorieux. Le panji a ndona fuit vers le nord mais il est amené à se rendre en 1649. Le royaume disparaît des écrits portugais après 1649.